# DreamWorks SKG
DreamWorks Pictures (connu aussi sous les appellations DreamWorks SKG ou DreamWorks Studios) est une société de production et de distribution américaine œuvrant dans les domaines du cinéma, de la musique et des programmes télévisés.
Né en 1994, le projet des créateurs de la société, Steven Spielberg, Jeffrey Katzenberg et David Geffen, est de créer un grand studio multimédia. Si ses activités musique et télévision rencontrent rarement le succès escompté, en revanche la branche cinéma est particulièrement active. Parmi ses productions, on peut citer Gladiator, American Beauty, tous les films de Spielberg depuis Amistad ainsi que les films d'animation Shrek, Gang de requins et Kung Fu Panda.

## Historique
DreamWorks SKG (de son nom commercial) est créée le 12 octobre 1994 par Steven Spielberg, Jeffrey Katzenberg, ancien responsable de Walt Disney Feature Animation, et David Geffen, fondateur de Geffen Records afin de produire et distribuer des films en prises de vues réelles, mais aussi des longs métrages d'animation par le biais de sa filiale DreamWorks Animation. Les trois fondateurs détiennent 72% des parts, le reste des financements étant apporté par Paul Allen, cofondateur de Microsoft, et l'héritière du groupe coréen CJ Group, Miky Lee. La société installe ses bureaux à Universal Studios Hollywood, dans le même bungalow que Amblin Entertainment, la société de production de Steven Spielberg, Kathleen Kennedy et Frank Marshall.
En décembre de la même année est créée DreamWorks Television en association avec ABC-Capital Cities. Après un nouvel accord avec NBC en 2002, la société est fusionnée avec Amblin Television en 2013.
À la suite de l'énorme succès commercial remporté en 1995 par Pixar Animation Studios avec Toy Story, coproduit avec The Walt Disney Company, DreamWorks achète 40 % du studio d'animation numérique Pacific Data Images le 5 mars 1996 et projette un film d'animation commun. En 1997, les équipes d'Amblimation, filiale d'Amblin Entertainment spécialisée dans l'animation traditionnelle, rejoignent DreamWorks Animation.
DreamWorks Interactive, éditeur de jeux vidéo associé à Microsoft, DreamWorks Records, label discographique, sont respectivement créées en 1995 et 1996. Le premier est racheté en 2000 par Electronic Arts, le second par Universal Music Group en octobre 2003 avant de disparaître en 2005.
Le premier long-métrage de DreamWorks Pictures, Le Pacificateur, sort en 1997, celui de DreamWorks Animation, Fourmiz, en 1998. Trois de ses productions remportent l'Oscar du meilleur film trois années consécutives : American Beauty en 2000, Gladiator en 2001 et Un homme d'exception en 2002.
En 2000, la société projette d'installer ses studios à Playa Vista mais abandonné en 2001 pour raisons financières. La même année est fondée Go Fish Pictures, société de production de films indépendants ou étrangers, tels Millennium Actress, mais qui fermera en 2007 après plusieurs échecs critiques et commerciaux.
Le 27 octobre 2004, DreamWorks Animation devient une société indépendante.
Le 11 décembre 2005, Paramount Pictures, filiale du conglomérat de médias Viacom, annonce le rachat de DreamWorks pour 1,6 milliard de dollars, transaction finalisée en février 2006.
Le 22 septembre 2008, la société passe sous le giron du conglomérat indien Reliance Anil Dhirubhai Ambani Group.
En janvier 2009, Steven Spielberg passe un accord avec DreamWorks Animation, propriétaire de la marque commerciale, pour pouvoir continuer à utiliser le nom et les logos DreamWorks. Le 9 février, il annonce achever la signature d'un contrat de 6 ans pour accorder à Walt Disney Pictures la distribution de 30 films DreamWorks par le biais de sa filiale Touchstone Pictures,.
Le 15 juillet 2009, Reliance annonce que DreamWorks pourrait recevoir un refinancement de 825 millions de $ dont 175 de Disney et 325 de Reliance, les 325 millions restant provenant de banques.
Le 23 juillet 2012, DreamWorks achète Classic Media (créée en 2000 pour regrouper les droits de séries telles Casper le gentil fantôme, Lassie, Rocky and Bullwinkle et The Lone Ranger) pour 155 millions de $. Le 29 août, DreamWorks élargit son contrat de distribution internationale avec Disney au profit de Mister Smith Entertainment, une nouvelle société fondée par David Garrett, cofondateur de Summit Entertainment, qui se voit confier la zone Europe Middle East & Africa.
En février 2013, Dreamworks annonce être déficitaire pour la première fois en neuf ans. À la suite de ces mauvaises performances, le groupe supprime des postes. The Hollywood Reporter évoque le licenciement de 400 personnes des studios basés à Glendale.
Le 2 septembre 2015, DreamWorks annonce rompre son contrat de distribution avec Disney au profit d'Universal Pictures,,.
L'accord avec DreamWorks Animation touchant à son terme, Disney acquiert le 11 décembre les droits sur la marque « DreamWorks II Distribution Co. », ainsi que sur les 14 films qu'il a distribués. Le 16 décembre, Steven Spielberg, Reliance, Entertainment One et Participant Media s'associent pour créer Amblin Partners, le label DreamWorks étant désormais réservé à des films pour un public adulte. L'accord de distribution avec Universal et sa filiale Focus Features est entériné le même jour pour cinq ans.

## Logo

Logo de DreamWorks SKG.

Steven Spielberg imagine comme logo un jeune garçon pêchant assis sur un croissant de Lune, réalisé en images de synthèse. Il charge du projet l'illustrateur Robert Hunt, qui prend son fils William comme modèle. L'animation est confiée à Industrial Light & Magic sous la supervision de Wes Takahashi, et la musique confiée à John Williams. Il apparaît pour la première fois sur la première production du studio, Le Pacificateur, en 1997.
Il a connu plusieurs versions au fil du temps :
- dans sa version originale, l'animation commence sur le reflet de la Lune et de nuages dans l'eau, puis un flotteur tombe et la caméra monte, traversant les nuages jusqu'à un jeune garçon assis sur le bord de la Lune. Peu à peu, la reine de la Nuit forme la lettre D puis d'autres lettres apparaissent (R,E,A,M et W) et un nuage se déplace, découvrant le nom « DreamWorks SKG » dans la nuit. Une scène coupée prévoyait initialement un plan faisant réapparaître le garçon et la Lune au-dessus du texte.

- de 2004 à 2009, la caméra monte dans un ciel bleu parcouru de nuages jusqu'au croissant de Lune. Le jeune garçon entre alors dans le champ, tiré par une grappe de ballons contenant chacun une lettre. Il flotte jusqu'à la Lune sur laquelle il s'assoit. Puis il sort une canne à pêche et lâche les ballons, qui éclatent ensuite en écrivant « DreamWorks Animation SKG » dans le ciel. Une variante montre parfois le garçon et la Lune réapparaissant au-dessus du texte ;
- depuis 2010 : la caméra recule légèrement pour montrer la Lune de nuit, qui passe de pleine à croissant. Le garçon à la canne à pêche apparaît alors dans son ombre et lance sa ligne vers l'espace. L'hameçon est projeté vers le spectateur et chasse les nuages du ciel. Alors que la caméra recule, les lettres formant « DreamWorks Animation SKG » apparaissent.

## Filmographie
DreamWorks Pictures produit son premier long-métrage avec Le Pacificateur en 1997, avec George Clooney et Nicole Kidman, ainsi que tous les films de Steven Spielberg à partir d'Amistad (1997).
Au travers de DreamWorks Animation et en collaboration avec PDI, elle produit des films d'animation en image de synthèse (Fourmiz) ou en animation traditionnelle (Le Prince d'Égypte), mais aussi les films du studio Aardman Animations, dont Chicken Run, et des studios ImageWorks et Blue Sky (L'Âge de glace).
DreamWorks a créé plusieurs franchises comme les sagas Shrek, Dragons, Kung Fu Panda, Anchorman, etc.
La société a également coproduit de nombreux films avec d'autres studios tels : Paramount Pictures, Universal Pictures, la 20th Century Studios ou encore Touchstone Pictures.

## Architecture informatique
DreamWorks utilisait jusqu'en juillet 2008 pour ses serveurs de calculs des processeurs AMD, remplacés par des Intel.